# Matang Peusangan
Matang Peusangan is een bestuurslaag in het regentschap Aceh Utara van de provincie Atjeh, Indonesië. Matang Peusangan telt 251 inwoners (volkstelling 2010).